# Мислін
Мислін (пол. Myślin) — село в Польщі, у гміні Бежунь Журомінського повіту Мазовецького воєводства.
Населення — 120 осіб (2011).
У 1975-1998 роках село належало до Цехановського воєводства.

## Демографія
Демографічна структура станом на 31 березня 2011 року:
|          | Загалом | Допрацездатний вік | Працездатний вік | Постпрацездатний вік |
| -------- | ------- | ------------------ | ---------------- | -------------------- |
| Чоловіки | 67      | 12                 | 48               | 7                    |
| Жінки    | 53      | 10                 | 29               | 14                   |
| Разом    | 120     | 22                 | 77               | 21                   |